# Harald Niederreiter
Harald Niederreiter (Viena, 7 de junho de 1944) é um matemático austríaco.
Niederreiter obteve um doutorado sub auspiciis praesidentis rei publicae em 1969 na Universidade de Viena, orientado por Edmund Hlawka, com a tese Diskrepanz in kompakten abelschen Gruppen.
Niederreiter é membro da Academia Leopoldina (desde 1996), da Academia de Ciências de Nova York e da Academia Austríaca de Ciências. Foi palestrante convidado do Congresso Internacional de Matemáticos em Berlim (1998: Nets, (t,s)-Sequences and Algebraic Curves over Finite Fields with Many Rational Points). Em 2012 foi eleito fellow da American Mathematical Society e membro honorário da Sociedade Matemática da Áustria.

## Publicações selecionadas
- com Rudolf Lidl: Finite Fields, Encyclopedia of Mathematics and Its Applications Vol. 20, Addison-Wesley 1983 (também traduzido para o russo); 2nd ed., Cambridge University Press 1997
- com Rudolf Lidl: Introduction to Finite Fields and Their Applications, Cambridge University Press 1986; revised ed., Cambridge University Press 1994
- com Lauwerens Kuipers Uniform Distribution of Sequences, Interscience Tracts, Wiley 1974 (também traduzido para o russo); vova impressão, Dover Publications 2006
- Random Number Generation and Quasi-Monte Carlo Methods, Soc. Industr. Applied Math. 1992
- com Chaoping Xing Rational Points on Curves over Finite Fields: Theory and Applications, Cambridge University Press 2001
- com Chaoping Xing Algebraic Geometry in Coding Theory and Cryptography, Princeton University Press 2009
- com Arne Winterhof Applied Number Theory, Springer-Verlag 2015
- com Peter Jau-Shyong Shiue (Eds.) Monte Carlo and Quasi-Monte Carlo Methods in Scientific Computing, Springer-Verlag 1995
- com Stephen D. Cohen (Eds.) Finite Fields and Applications, London Mathematical Society Lecture Note Series Nr. 233, Cambridge University Press 1996
- com Peter Hellekalek, Gerhard Larcher e Peter Zinterhof (Eds.) Monte Carlo and Quasi-Monte Carlo Methods 1996, Springer-Verlag 1998
- com Cunsheng Ding e Tor Helleseth (Eds.) Sequences and Their Applications, Springer-Verlag 1999
- com Jerome Spanier (Eds.) Monte Carlo and Quasi-Monte Carlo Methods 1998, Springer-Verlag 2000
- com Dieter Jungnickel (Eds.) Finite Fields and Applications, Springer-Verlag 2001
- com Kai-Tai Fang e Fred J. Hickernell (Eds.) Monte Carlo and Quasi-Monte Carlo Methods 2000, Springer-Verlag 2002
- (Ed.) Coding Theory and Cryptology, World Scientific Publishing 2002
- (Ed.) Monte Carlo and Quasi-Monte Carlo Methods 2002, Springer-Verlag 2004
- com Keqin Feng e Chaoping Xing (Eds.) Coding, Cryptography and Combinatorics, Birkhäuser-Verlag 2004
- com Denis Talay (Eds.) Monte Carlo and Quasi-Monte Carlo Methods 2004, Springer-Verlag 2006
- com Alexander Keller e Stefan Heinrich (Eds.) Monte Carlo and Quasi-Monte Carlo Methods 2006, Springer-Verlag 2008
- com Yongqing Li, San Ling, Huaxiong Wang, Chaoping Xing e Shengyuan Zhang (Eds.) Coding and Cryptology, World Scientific Publishing 2008
- com Peter Kritzer, Friedrich Pillichshammer e Arne Winterhof (Eds.) Uniform Distribution and Quasi-Monte Carlo Methods, de Gruyter 2014
- com Alina Ostafe, Daniel Panario e Arne Winterhof (Eds.) Algebraic Curves and Finite Fields, de Gruyter 2014